# Al dente

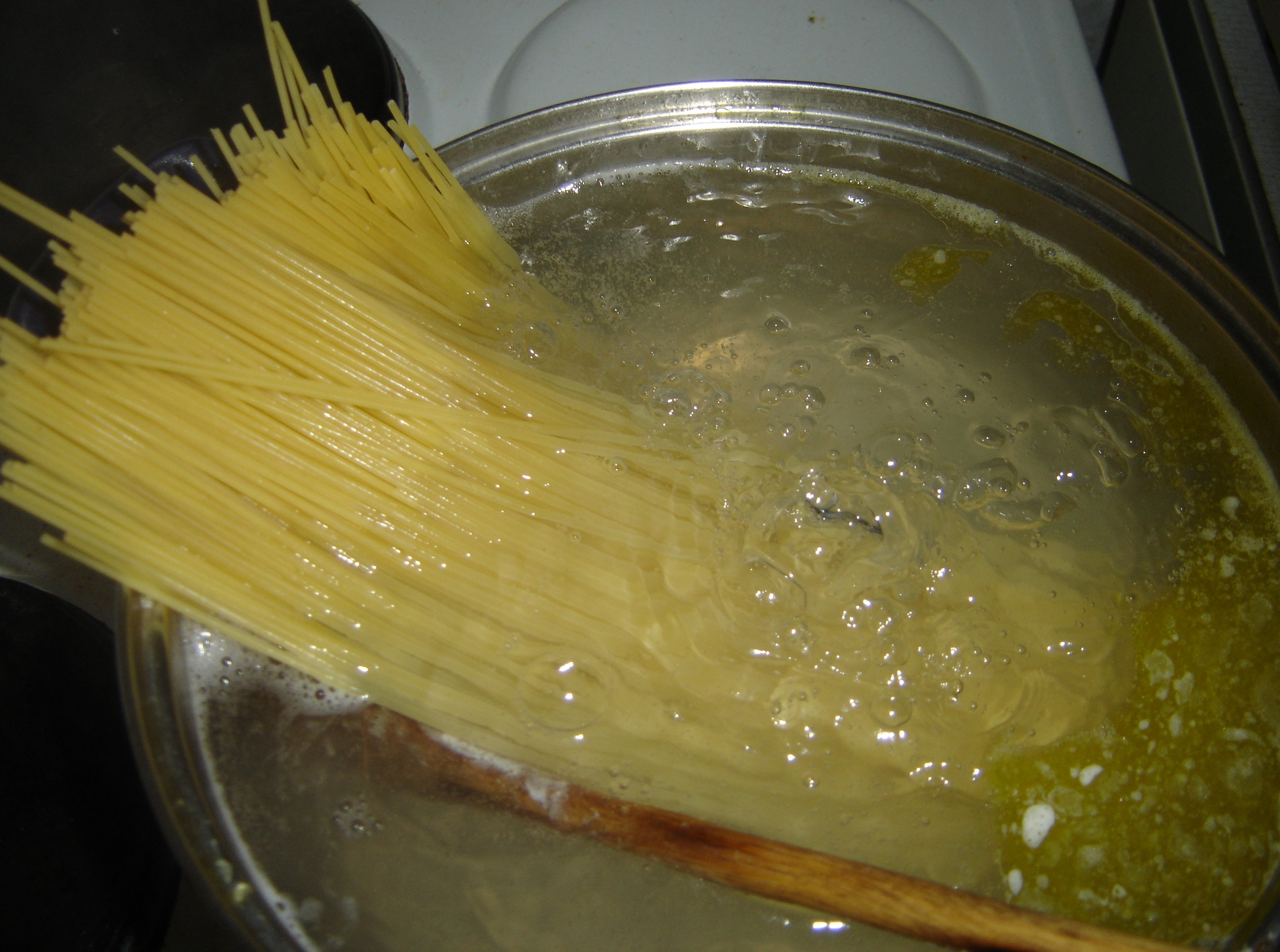
O oală cu spaghete în timpul preparării

În bucătărie, al dente /ælˈdɛnteɪ/ ( pronunție în italiană [al ˈdɛnte] ) descrie pastele sau orezul⁠(d) care este gătit pentru a fi ferm la mușcătură. Etimologia este italiană și se traduce „la dinte”.
În bucătăria italiană contemporană, termenul identifică consistența ideală pentru paste și implică un timp scurt de gătire. Molto al dente este termenul culinar, italian, pentru pastele gătite mai puțin. Pastele gătite mai puțin sunt folosite în prima rundă de gătit atunci când un fel de paste va fi gătit de două ori.
Potrivit Asociației Americane a Diabetului, pastele care sunt gătite al dente au un indice glicemic mai mic decât pastele care sunt gătite moi. În prepararea comercială a pastelor, faza al dente are loc imediat după ce dispare albul din centrul firului de paste.

## Vezi si
- Știința alimentelor
- Gastronomie moleculară
- Arta culinara